# Intersindical Región Murciana
Intersindical Región Murciana es un sindicato de la Región de Murcia que agrupa personas trabajadoras de los ámbitos de la enseñanza, los servicios públicos y el ferrocarril. 
Nació como federación de sindicatos en 2002 de la confluencia de dos sindicatos: Sterm (Sindicato de trabajadores y trabajadoras de la enseñanza de la Región Murciana perteneciente a la Confederación de Sindicatos de Trabajadores de la Enseñanza ) e Intersindical Servicios Públicos (Sindicato de trabajadores y trabajadoras de los servicios públicos de la Región Murciana), incorporándose posteriormente la organización territorial del Sindicato Ferroviario - Intersindical en la Región Murciana.
En 2022, en el 20 aniversario de su creación, celebró su VI Congreso en Molina de Segura. 

## Implantacion
En el periodo 2016 - 2018 Intersindical Región Murciana contaba con un 14% de representación sindical en la administración de la Comunidad Autónoma de la Región de Murcia. En 2019 contaba con 18 delegados sindicales.